# Vaux-sur-Aure
Vaux-sur-Aure är en kommun i departementet Calvados i regionen Normandie i norra Frankrike. Kommunen ligger i kantonen Ryes som ligger i arrondissementet Bayeux. År 2022 hade Vaux-sur-Aure 284 invånare.

## Befolkningsutveckling
Antalet invånare i kommunen Vaux-sur-Aure
Referens:INSEE